# Rue de Trévise (Lille)
Pour les articles homonymes, voir Rue de Trévise.
La   rue de Trévise est une rue de Lille.

## Situation et accès
Située dans le quartier de Lille-Moulins, l'avenue relie la place Déliot à la porte de Valenciennes.
Elle croise la rue de Fontenoy, rejoint la rue Montesquieu à sa gauche, croise les rues de Douai et Jean-Jaurès.
La rue est une voie à assez faible circulation à sens unique comportant très peu de commerces.
Elle est desservie par la station de métro Porte de Valenciennes.

## Origine du nom
Cette voie est nommée en référence au maréchal Mortier, tué dans un attentat en 1835, qui portait le titre de duc de Trévise. Elle porte le nom de « rue Napoléon » sous le Second-Empire et reprend son premier nom à la chute du régime en 1870.

## Historique
La rue est ouverte en 1837 pour former un axe est-ouest au départ de la place Déliot, centre de l'ancienne commune de Moulins  avec son église, sa mairie et son marché, au début de sa période d’industrialisation, à une époque où la plupart des rues existantes étaient orientées nord-sud (rues d’Arras, rue de Douai, rue de Ronchin (actuelle rue Jean Jaurès), rue des Canonniers (actuelle rue de Fontenoy). Sa création a été permise  par l’abandon de terrains appartenant à Wallaert frères du chemin de Thumesnil (actuelle rue de Thumesnil) à la rue de Fontenoy, par Madame Veuve Bériot propriétaire d’une sucrerie à proximité, de la rue de Fontenoy à la rue de Douai. Elle fut ensuite prolongée jusqu’à la place de Valenciennes.

## La rue auXXIesiècle
La rue est bordée d’usines du  XIXe siècle ou du début XXe siècle fermées au cours de la deuxième moitié du XXe siècle à l’exception de l'usine de produits pharmaceutiques LFB, seule activité industrielle importante du quartier dans les locaux  de l'entreprise fondée à Moulins en 1825 par Théodore Lefèbvre ensuite usine Theolaur peinture jusqu'au début du XXIe siècle.
Quelques-unes ont été détruites et remplacées par des logements, notamment celles de l'entreprise "Filatures et Filteries de France" qui s’étendaient jusqu’à la rue de Valenciennes.
L’ancienne manufacture Duplouy à l’angle de la rue Jean-Jaurès devrait être également être remplacée par des logements.
D'autres ont été réaménagées, ainsi l’ancienne usine de retorderie Le Blan du n° 84 pour l’Institut d’études politiques de Lille ensuite transféré dans les anciens locaux de la faculté de lettres rue Auguste-Angellier dans le quartier Saint-Michel puis utilisée par divers services administratifs, celles à l’angle de la rue de Fontenoy, fermées en 1994 puis réaménagées en 1995 accueillent la faculté de droit (Université de Lille).
La rue était bordée de plusieurs courées la plupart supprimées, d’autres réhabilitées, telle la cour Moderne.

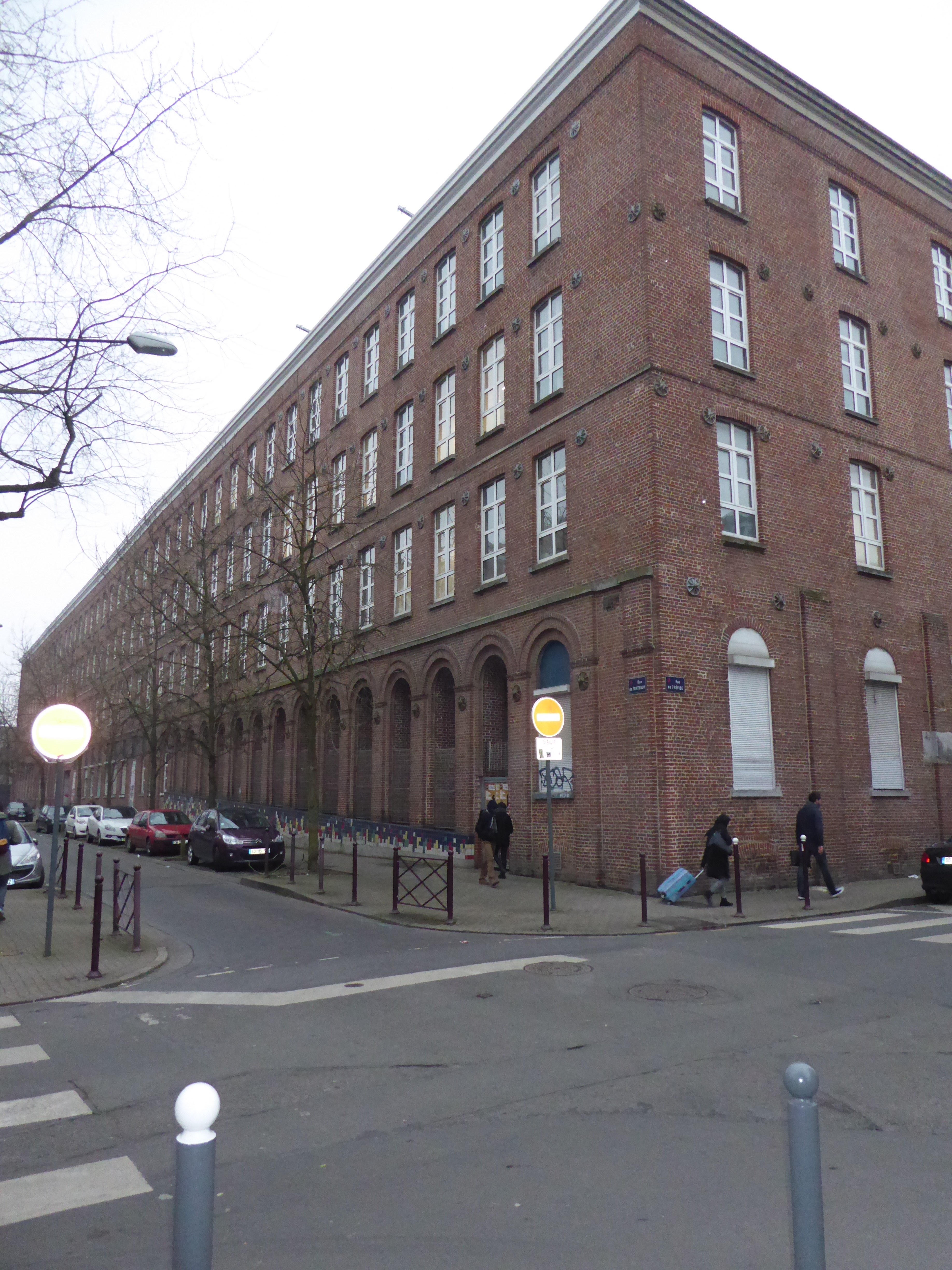
Université  Lille II dans l’ancienne filature Le Blan  à l'angle des rues de Trévise et de Fontenoy
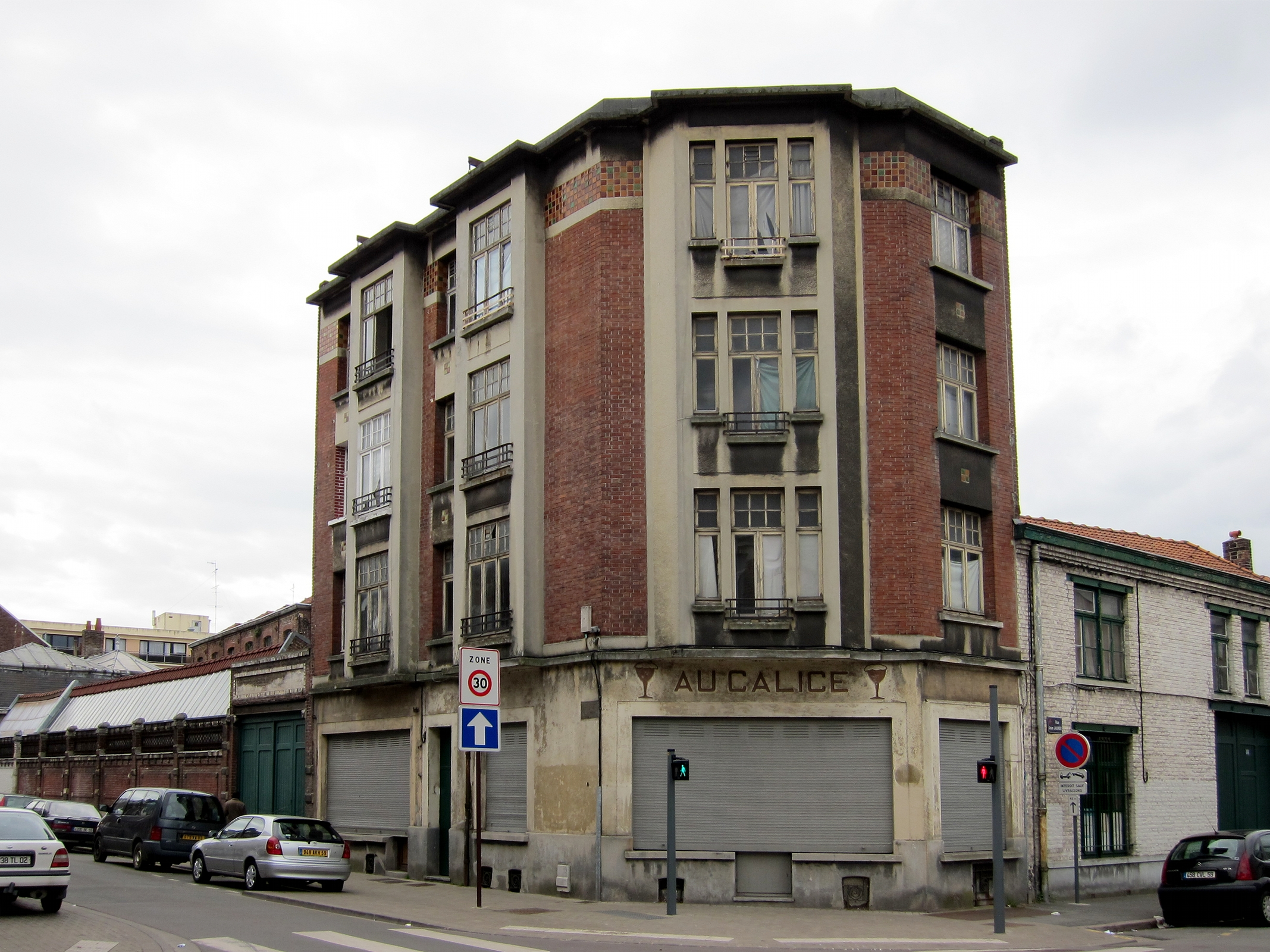
« Au calice » angle rue de Trévise-rue Jean-Jaurès